# Худачевко
Худачевко (пол. Chudaczewko) — село в Польщі, у гміні Постоміно Славенського повіту Західнопоморського воєводства.
Населення — 69 осіб (2011).
У 1975—1998 роках село належало до Слупського воєводства.

## Демографія
Демографічна структура станом на 31 березня 2011 року:
|          | Загалом | Допрацездатний вік | Працездатний вік | Постпрацездатний вік |
| -------- | ------- | ------------------ | ---------------- | -------------------- |
| Чоловіки | 28      | 10                 | 17               | 1                    |
| Жінки    | 41      | 17                 | 21               | 3                    |
| Разом    | 69      | 27                 | 38               | 4                    |